# Чемпионат Замбии по шоссейному велоспорту
Чемпионат Замбии по шоссейному велоспорту — национальный чемпионат Замбии по шоссейному велоспорту, проводимый Федерацией велоспорта Замбии с 2006 года. За победу в дисциплинах присуждается майка в цветах национального флага (на илл.).

## Призёры

### Мужчины. Групповая гонка.
| Год  | Победитель       | Второй           | Третий           |
| ---- | ---------------- | ---------------- | ---------------- |
| 2006 | Растус Мачиба    | Йорум Зулу       |                  |
| 2007 |                  |                  |                  |
| 2008 |                  |                  |                  |
| 2009 | Оберт Чембе      |                  |                  |
| 2010 | Исаак Банда      | Траст Мунанганду | Эффорд Чиамбеле  |
| 2011 | Омма Мвин        | Оберт Чембе      | Янджанани Сакала |
| 2012 | Оберт Чембе      |                  |                  |
| 2022 | Янджанани Сакала | Дэвис Кавемба    | Майкл Олокани    |

### Мужчины. Индивидуальная гонка.
| Год  | Победитель       | Второй           | Третий         |
| ---- | ---------------- | ---------------- | -------------- |
| 2010 | Янджанани Сакала | Траст Мунанганду | Юпитер Намембо |
| 2022 | Амос Чаказа      | Янджанани Сакала | Майкл Олокани  |

### Женщины. Групповая гонка.
| Год  | Победитель     | Второй          | Третий        |
| ---- | -------------- | --------------- | ------------- |
| 2007 | Сара Харрисон  |                 |               |
| 2008 | Сара Харрисон  |                 |               |
| 2022 | Маргарет Нгома | Ванесса Матенде | Мелисса Каюна |